# خابور (مثبت)

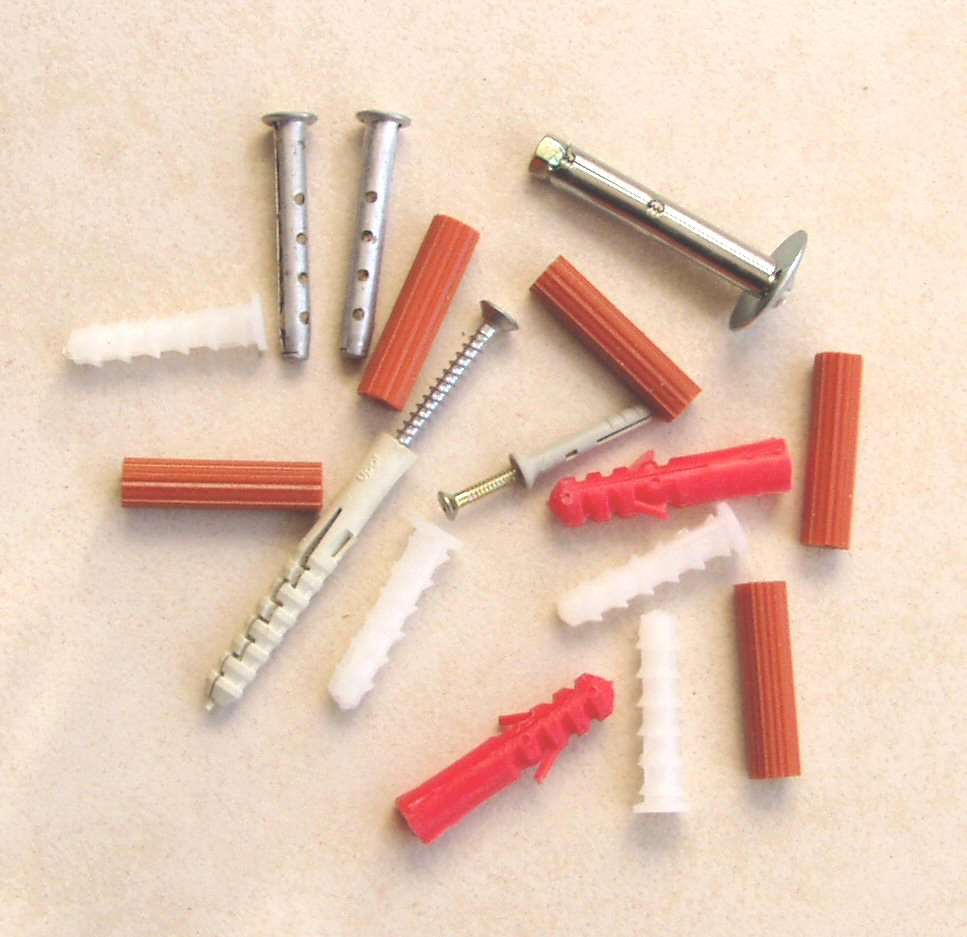
مجموعة خوابير

الخابور هي قطعة تمكِّن من قرن محورين بالطرف أو من فك تقارنهما، تصنع عادة من اللدائن المرنة توضع داخل ثقب الجدار للمساعدة على تثبيت المحوى. اخترع الخابور سنة 1958م، حيث قام المخترع أرتور فيشر ببتكار الخابور ليثبت به المسامير في الحائط، وحصل على براءة اختراع لهذا الإبتكار، وصنع منه ثروة كبيرة.

## مقالات ذات صلة
- قابس (كهرباء)
- مصمال
- مثبت
- إسفين
- دسار